# Rifugio Venezia
Il rifugio Venezia - Alba Maria De Luca è situato nel comune di Vodo di Cadore, fra la Valzoldana e la valle del Boite, ai piedi del massiccio del Pelmo, a 1947 m s.l.m. Presso il rifugio passano l'alta via n. 1 e l'alta via n. 3. Offre una veduta sul monte Cristallo, sulla Croda Marcora e sull'Antelao.

## Storia
Storico edificio cadorino, fu costruito nel 1892 ed è il primo rifugio italiano presente nelle Dolomiti. Incendiato durante il secondo conflitto mondiale, fu ricostruito nel 1950.

## Accessi
- Passo Staulanza - segnavia 472
- Palafavera - segnavia 474 poi 472
- Coi di Val di Zoldo - segnavia 473 poi 472
- Zoppè di Cadore - segnavia 471
- Borca di Cadore
  1. Dalla borgata di Villanova si prosegue parzialmente su sterrato per località  Tiera (1271 m) fino ad un parcheggio automezzi. Da qui, per segnavia 470 attraverso i  piani de Madiér si raggiunge il rifugio in due ore e mezza. È uno dei percorsi più frequentati.
  2. Dalla borgata di Villanova si prosegue per segnavia 475 per Malga Ciáuta (1552 m). Da qui la mulattiera sale per la testata della valle del Ru de Ássola, attraversa gli splendidi scenari di  Pian de la Palù (1700 m) e  Cianpe de Naiarón per raggiungere il rifugio in tre ore e mezza.
- San Vito di Cadore - Dalla borgata di Serdes si seguono le indicazioni per il rifugio fino alla rotabile proveniente da Borca che porta in località  Tiera.
- Vodo di Cadore
  1. Rotabile parzialmente asfaltata fino a Malga Ciáuta da cui, per segnavia 475, si raggiunge il rifugio in un'ora e mezza.
  2. Rotabile parzialmente asfaltata fino al rif. Talamini. Proseguire in direzione Zoppè di Cadore per forcella Ciandolada (1565 m) fino al bivio per il rifugio. Da qui seguire la mulattiera 493 e poi 471 per raggiungere il rifugio in un'ora e mezza.

## Ascensioni
- Monte Pelmo (via normale)